# افسانه‌ای باستانی: آن هنگام که خورشید ایزد بود
افسانه‌ای باستانی: آن هنگام که خورشید ایزد بود (لهستانی: Stara baśń: Kiedy słońce było bogiem) یک فیلم درام فانتزی به کارگردانی یژی خوفمن است که در سال ۲۰۰۳ منتشر شد.

## بازیگران
- بودان اشتوپکا
- ریشارد فیلیپسکی
- یژی ترلا
- اوا ویشنیفسکا
- آنا دیمنا
- ماچئی کوزووفسکی
- میخاو ژبروفسکی
- ماریوش درنژک
- کاتاژینا بویاکویچ
- دانیل اولبریخسکی
- مارینا الکساندرووا
- مارچین مروچک
- آندژی کروکوفسکی
- یان پروخیرا
- کریستینا فلدمان
- ماوگوژاتا فورمنیاک
- آندژی پیچنسکی
- ویکتور زبوروفسکی
- اریک لوبوس
- زجیسواف واردین
- ماچئی زاکوشچیلنی
- سیلوستر ماچیفسکی
- ماریوش یاکوس
- کشیشتف ووکاشِویچ
- استفان اشمیت